# Małgorzata Majláth
Małgorzata Majláth (zm. po grudniu 1596) – szlachcianka węgierska, córka możnowładcy węgierskiego Istvána Majlátha i Anny Nádasdy.

## Życiorys
W 1548 Małgorzata została zaręczona z synem wojewody siedmiogrodzkiego Stefana Batorego, Andrzejem. Do ślubu obojga doszło w maju 1551. Z małżeństwa Małgorzaty z Andrzejem Batorym pochodziło sześcioro dzieci:
- Stefan – namiestnik Krasnego,
- Gabriel,
- Anna – żona Klemensa Dóczego,
- Katarzyna,
- Baltazar – regent siedmiogrodzki,
- Andrzej – biskup warmiński, kardynał.

8 stycznia 1563 zmarł mąż Małgorzaty, Andrzej Batory. W tym samym roku wdowa po Batorym wyszła ponownie za mąż. Jej drugim mężem został dworzanin antykróla węgierskiego Jana II Zygmunta Zápolyi, János Iffjú. Małżeństwo zostało zawarte w atmosferze skandalu, gdyż zostało zawarte przed upływem rocznej żałoby po śmierci Andrzeja. W późniejszych czasach wielokrotnie rozchodziły się plotki o niemoralnym prowadzeniu się Małgorzaty. W 1594 książę siedmiogrodzki Zygmunt Batory nakazał stracić męża Małgorzaty. Po owdowieniu, Małgorzata wraz z małoletnim synem Jánosem zamieszkała w Polsce, gdzie zaopiekował się nią starszy syn Andrzej. Pomimo pobytu w Polsce, Małgorzata interesowała się sprawami Siedmiogrodu. W grudniu 1596 przyjechała do Warszawy, prosząc syna o rezygnację z kariery kościelnej i objęcie władzy w Siedmiogrodzie. Dalsze losy Małgorzaty nie są znane.